# Johann Georg von Lieven
Johann Georg von Lieven (rusko Иван Андреевич Ливен), ruski general baltsko-nemškega rodu, * 1775, † 1848.
Bil je eden izmed pomembnejših generalov, ki so se borili med Napoleonovo invazijo na Rusijo; posledično je bil njegov portret dodan v Vojaško galerijo Zimskega dvorca.

## Življenje
Rodil se je generalmajorju von Lievenu; že pri 4. letih je bil vpisan v vojaško službo pri artileriji. 5. decembra 1790 je bil kot zastavnik dodeljen Semjonovskemu polku in leta 1796 je bil kot adjutant dodeljen velikemu princu Aleksandru Pavloviču. 
9. aprila 1799 je dosegel čin polkovnika in 1. oktobra naslednje leto je bil povišan v generalmajorja ter imenovan za poveljnika garnizije svojega starega polka. 
Med 4. marcem 1800 in 3. julijem 1801 je bil nastanjen v Astrahanu, nato pa je 19. aprila 1801 postal poveljnik celotnega polka. Sodeloval je v bojih proti Francozom v letih 1806-07 in proti Turkom v letih 1810-11. 
Med veliko patriotsko vojno je bil poveljnik 10. pehotne divizije, s katero se je odlikoval v bojih; 15. septembra 1813 je bil povišan v generalporočnika.
13. decembra 1815 je bil upokojen iz vojaške službe.